# Pudląg
Pudląg (niem. Paudling) – wieś w Polsce położona w województwie warmińsko-mazurskim, w powiecie olsztyńskim, w gminie Biskupiec.
W latach 1975–1998 miejscowość administracyjnie należała do województwa olsztyńskiego. Wieś znajduje się w historycznym regionie Warmia.

## Historia
Niemiecka nazwa wsi Paudling wywodzi się z języka pruskiego, wieś wcześniej nosiła nazwę Pudelinge (w języku pruskim oznacza to ugór).
Wieś lokował 2 maja 1397 biskup warmiński Henryk Sorbom na prawie chełmińskim. Założycielami wsi byli Mikolusz i Mikołaj zwany Adamem, bartnicy z Mazowsza. W zamian za przyznaną ziemię byli oni zobowiązani do opieki nad pasieką biskupią, zwaną Butten oraz do sprzedaży na stół biskupi jednej beczki miodu z lasu za 1 grzywnę oraz jednej beczki miodu z pasiek przydomowych za 1,5 grzywny. Mieli też prawo do połowu ryb w jeziorze Pudląg.
W czasie wojny z 1414 r. (zwanej wojną głodową) wieś została zniszczona. W latach późniejszych została odbudowana. W roku 1783 we wsi było 9 budynków mieszkalnych, w 1820 było osiem domów i 35 mieszkańców. Liczba mieszkańców w późniejszych latach wynosiła: 1846 - 95 mieszkańców (wyłącznie pochodzenia polskiego), 1939 - 80 mieszkańców. Do XIX w. mieszkańcy utrzymywali się z pszczelarstwa. 
We wsi przed rokiem 1891 istniała biblioteka Towarzystwa Czytelni Ludowych. W latach 1890–1891 bibliotekarzem był Antoni Tontek, a kolektorem Piotr Geta.